# Masakr v Jeskyni patriarchů
Masakr v Jeskyni patriarchů, zvaný též Hebronský masakr, byl teroristický útok zacílený na palestinské muslimy, ke kterému došlo dne 25. února 1994 ve městě Hebron na Západním břehu Jordánu, na posvátném místě Židů, muslimů a křesťanů, známém jako Jeskyně patriarchů. Útok byl spáchán Baruchem Goldsteinem, izraelsko-americkým osadníkem a členem hnutí Kach, který byl toho času vojákem Izraelských obranných sil v záloze. Zatímco izraelské zdroje tvrdí, že došlo ke zranění 125 a usmrcení 29, resp. 30 osob, palestinské zdroje uvádějí usmrcení 52 osob. K útoku, při němž byl usmrcen i sám Goldstein, došlo během svátků Purim a Ramadán. Izrael okamžitě po masakru vyjádřil lítost nad tímto činem, a pozůstalým rodinám obětí přislíbil kompenzace. Židovští osadníci v Hebronu ale po útoku vyjádřili s jeho činem souhlas a Goldsteina označili za hrdinu.

## Masakr
Jeskyně patriarchů je rozdělena na dvě části, jednu pro židovské obyvatelstvo a druhou pro muslimy. V židovské části se nachází Abrahámova síň, kde se konají obřady brit mila a dále pak Jákobova síň, kde byla zřízena škola ješivy, kde se každý den konají četné náboženské obřady. V muslimské části se nachází rozměrově mnohem větší Izákova síň. Po deset dnů je vždy celá jeskyně vyhrazena pouze pro židovské obřady a na dalších deset dnů pouze pro muslimy.
Dne 25. února 1994 v 5.00 proudily do jeskyně východní branou davy palestinských muslimů, aby se zde zúčastnily první modlitby Fajr, která je součástí pětidenního sledu modliteb. Jeskyně měla být toho dne hlídána vojáky Izraelských pozemních sil, z devíti vojáků se však čtyři dostavili pozdě a na místě velel pouze jeden důstojník.
Krátce po začátku modliteb vstoupil Baruch Goldstein, obyvatel osady Kirjat Arba a člen extremistického hnutí Kach, do Izákovy síně. Byl oděn do vojenské uniformy a byl vyzbrojen izraelskou útočnou puškou IMI Galil a čtyřmi záložními zásobníky po 35 nábojích. Vojenská hlídka jej nezastavila v domnění, že se jedná o izraelského důstojníka, který se chce pomodlit v místnosti ten den vyhrazené pro židovské modlitby.
Goldstein se postavil před jediný východ z Izákovy síně tak, aby k němu modlící se muslimové byli otočeni zády a zahájil do nich palbu. Celkem jím bylo zabito 29 a zraněno 125 osob. Přeživší věřící se na Goldsteina vrhli a utloukli jej k smrti. Izraelský státní zástupce Dorit Benish poté odmítl jakkoliv perzekvovat ty, kteří Goldsteina po jeho odzbrojení utloukli.
Mnohé zprávy, které se po činu objevily, se značně rozcházely v tom, zda jednal Goldstein na vlastní pěst či nikoliv; někteří svědkové tvrdili, že jej viděli ve společnosti dalších muže v uniformě, který mu měl údajně pomáhat v přenosu munice na místo činu. Podle jiných výpovědí měl Goldstein do davu věřících navíc hodit i ruční granát. Tehdejší palestinský vůdce Jásir Arafat později prohlásil, že se jednalo o akci až dvanácti mužů a měli do něj být zapojeni i izraelští vojáci. Pozdější podrobné vyšetřování provedené izraelskou armádou však vyloučilo, že by Goldstein mezi poutníky vhodil granát a rovněž konstatovalo, že jednal sám, bez pomoci dalších osob.

## Oběti útoku
V seznamu jsou uvedena jména a věk obětí:
| - AbdelHak Ibrahim AbdelHak Al Ja'bari, 55 - AbdelRahim AbdelRahman Abu Sneineh, 48 - Ahmad Aballah Mohammad Taha Abu Sneineh, 25 - Ala' Badr AbdelHalim Taha Abu Sneineh, 17 - Arafat Musa Yosef Borkan, 28 - Eyyad Hussein AbdelAziz Abuhadid Abu Sneineh, 22 - Hatem Nimr Khader Al Fakhouri, 26 - Kamal Jamal AbdelMughni Kafeisheh, 13 - Khaled Khalawi A. Hussein Abu Sneineh, 58 - Khaled Mohammad Hamzeh Al Karaki, 18 - Jameel Ayed AbdelFattah Al Natshih, 48 - Jabr A'aref AbuHadid Abu Sneineh, 11 - Mahmoud Saddek Mohammad Abu Za'nooneh, 49 - Marwan Mutlaq Hamid Abu Nijmih, 32 - Mohammad Ayyed Izzat Elatrash Abu Sneineh, 21 | - Mohammad Kifah AbdelMuiz Zakaria Maraka, 11 - Mohammad Raji Zein AbdelKhalek Gheith, 47 - Mohammad Zeidan Hammoudah AbdelMajeed Jaber, 26 - Nimr Mohammad Nimr Mojahed, 34 - Raed AbdelMuttaleb Hasan Al Natshih, 20 - Rami Arafat Ali Al Rajabi, 11 - Saber Musa Husni Katbeh Badr, 37 - Salim Idreis Falah Idreis, 27 - Salman Awwad E'layyan Al Ja'bari, 37 - Sufian Barakat O'of Zahdeh, 21 - Talal Mohammad Dawud Mahmoud Dandeis, 26 - Tareq Adnan Mohammad A'ashour Abu Sneineh, 14 - Wael Salah Ya'kub Al Muhtaseb, 28 - Walid Zuheir Mahfooth Abu Hamdieh, 13 |

## Reakce na útok

### Izraelská veřejnost
Průzkum provedený po útoku Mezinárodním centrem pro mír na Blízkém Východě zjistil, že 78,8 % Izraelců útok odsuzovalo, zatímco 3,8 % Izraelců ho považovalo za správný. Rabín Lior na Goldsteinově pohřbu v Kirjat Arbě řekl, že „Goldstein udělal to, co udělal, v božím jméně a je ho proto třeba považovat za spravedlivého muže“ (cadika) a dále tvrdil, že Goldstein je „mučedník Boží“. „Jeho ruce nenesou žádnou vinu, jeho srdce je čisté.“
Mike Guzofsky, mluvčí Kahane Chaj v New Yorku a blízký Goldsteinův přítel, se po útoku vyjádřil, že Goldstein chtěl zastavit mírový proces a že si nemohl k útoku vybrat lepší den než Purim, kdy se Židé brání.
V brožuře nazvané Baruch Hagever, vydané v roce 1994 a v knize s názvem Baruch Hagever: Sefer Zikaron la-Kadosh Baruch Goldstein, vydané v roce 1995, různí rabíni chválili Goldsteinův čin jako preventivní útok v reakci hrozby pogromu ze strany Hamasu, a tvrdili, že je možné čin hodnotit jako odpovídající pěti halachickým zásadám.
Rabín Jicchak Ginsburgh byl několikrát zadržen izraelskými autoritami ve spojitosti se schvalováním masakru, který byl podle něj v souladu se spisy lubavičského rabína Menachema Mendela Schneersona. Podle Ginsburgha bylo zavraždění neozbrojených Palestinců v souvislosti s bezpečnostní situací na Západním břehu „zcela legitimní“.

#### Uctívání u atentátníkova hrobu

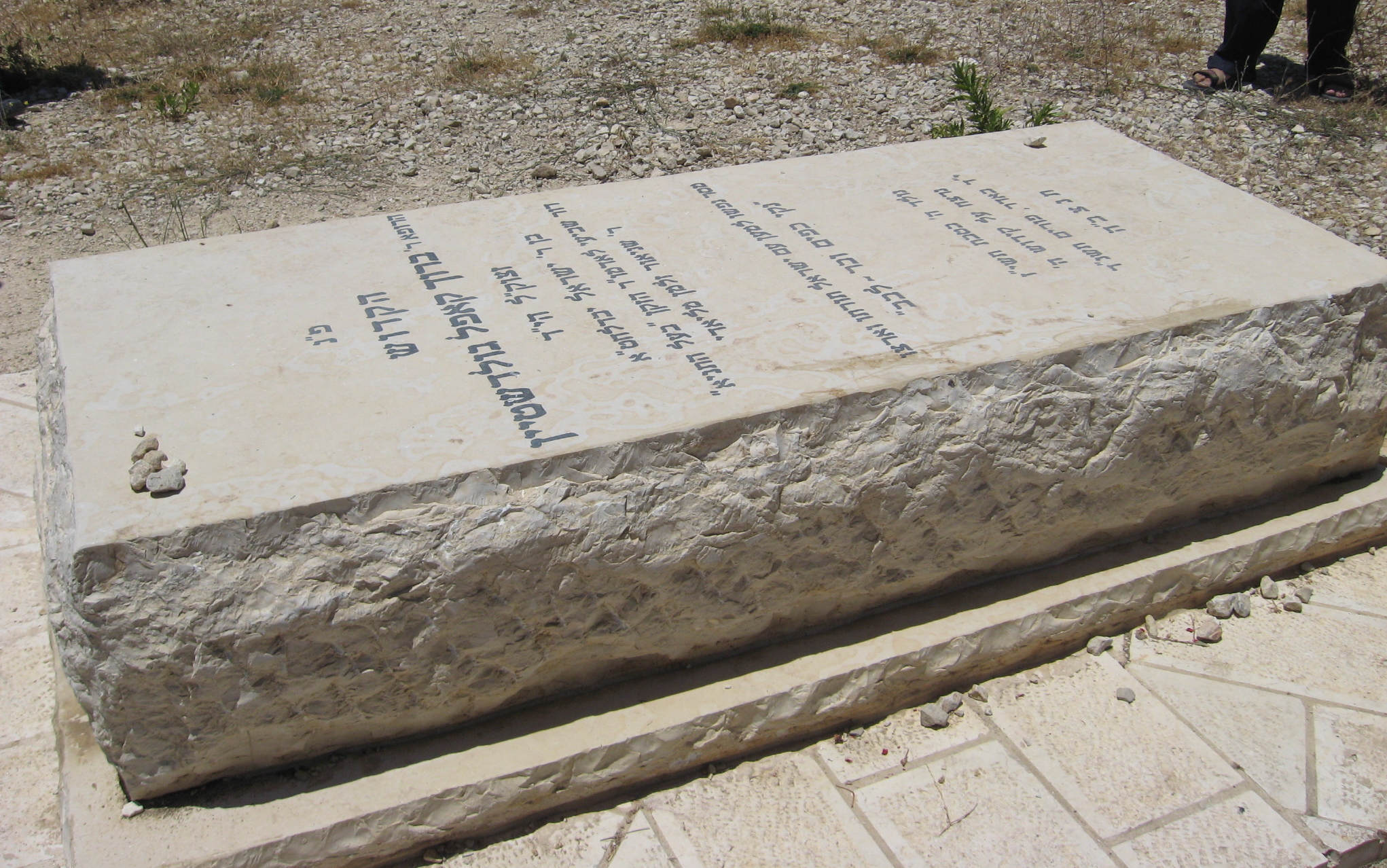
Goldsteinův hrob v Kirjat Arbě oslavující jeho čin

Goldsteinův pohřeb se nesl v militantním duchu – rakev byla do Kirjat Arby doprovázena vojenskou eskortou a stovkami ozbrojených „truchlících“ – a byl doprovázen nenávistnými projevy (např. rabín Jakov Perrin před shromážděním vykřikoval, že „ani milion Arabů nemá cenu jednoho židovského nehtu“). V týdnech následujících po masakru tisíce Izraelců vyrazily ke Goldsteinovu hrobu oslavit jeho teroristický útok. Někteří chasidé kolem hrobu zpívali a tančili. Ačkoli izraelské úřady tvrdily, že se jedná jen o zlomek izraelské populace, podle The New York Times mohly izraelské úřady tento problém schválně zlehčovat. Jeden návštěvník u Goldsteinova hrobu tvrdil, že „pokud [Goldstein] zastavil tyto takzvané mírové rozhovory, pak je skutečně svatý, protože toto není skutečný mír“.
Někteří návštěvníci líbali a objímali jeho náhrobní kámen, dokonce i líbali zemi, v níž je Goldstein pohřben, a prohlašovali ho za „svatého“ a „hrdinu izraelského lidu“. Epitaf na náhrobku zní: „Položil svůj život za lid Izraele, jeho Tóru a zemi.“
Fenomén uctívání Goldsteinova hrobu trval dlouhé roky, a to navzdory snahám izraelské vlády zakročit proti poutníkům k jeho hrobu. V roce 1999, po schválení zákona zakazující stavět pomníky teroristům, nechala izraelská vláda strhnout svatyni, která mezitím vyrostla nad Goldsteinovým hrobem. V následujících letech radikální židovští osadníci pokračovali v oslavování jeho činu, například na svátek Purim přestrojovali sebe a své děti, aby vypadaly jako Goldstein.

### Izraelská vláda
Goldsteinova akce byla izraelskou vládou i většinou veřejnosti okamžitě odsouzena. Mluvčí všech denominací judaismu prohlásili Goldsteinův čin jako nemorální a teroristický. Organizace Kach, jíž byl členem, byla okamžitě prohlášena za teroristickou. Vláda Izraele se rozhodla odebrat veškeré zbraně některým ultrapravicovým organizacím a vytvořit nad nimi bezpečnostní dohled.
V Knesetu pronesl tehdejší ministerský předseda Jicchak Rabin na adresu Goldsteina, že se jednalo o „cizí implantát“ a „potulný plevel“. Dále pokračoval slovy: „Vzkazujeme té zrůdě a všem, kteří ji mají rádi – jste ostudou sionismu a ponížením judaismu.“ Benjamin Netanjahu, tehdejší vůdce strany Likud prohlásil: „Jedná se o ohavný zločin. Vyjadřuji mou nejhlubší soustrast.“
Navzdory výše uvedenému se izraelským vládám nepodařilo hebronské osadníky ani jejich část evakuovat.[zdroj⁠?!] Například pokus Rabinovy vlády o evakuaci hebronské osady Tel Rumeida (osídlené pouze 7 rodinami) skončil fiaskem. Radikální osadníci tak zůstali v Hebronu do dneška.

### Šamgarova komise
Izraelská vláda ustanovila krátce po útoku zvláštní komisi, vedenou soudcem Nejvyššího soudu Státu Izrael, Me'irem Šamgarem. Shledala následující:
- Goldstein plánoval útok sám a o svých záměrech nikomu neřekl.[26]
- Koordinace bezpečnostních opatření mezi izraelskou armádou, policií a civilní administrativou bylo značně problematické.
- Politické vedení ani bezpečnostní služba Šin Bet nemohli předpokládat tento masakr.
- Výpovědi přeživších, týkající se údajného vhození granátu mezi věřící, jsou v rozporu se závěry Šamgarovy komise, která na místě činu nenalezla žádné fragmenty z vybuchlého granátu.[7]

### Reakce diaspory
Jonathan Sacks, nejvyšší rabín ve Velké Británii, prohlásil, že: „Takový čin je obscénností a plivancem na židovské hodnoty. Fakt, že byl čin navíc spáchán během náboženských svátků na svatém místě z toho činí urážku Boha nejhrubšího zrna.“ Poté pokračoval slovy: „Násilí, páchané ve jménu Boha je dvojnásobným zlem. Násilí páchané na věřící během modliteb je naprosto nevyslovitelným zlem.“
V jednom z článků v novinách The Jewish Chronicle, byl zveřejněn článek Chajima Bermanta, který označil organizaci Kach, ke níž Goldstein náležel, za neonacisty a jako americkou kreaturu, která je sponzorována americkými penězi a produkty „americké zbraňové kultury“. V novinách bylo rovněž sděleno, že některé synagogy v Británii již započaly veřejnou sbírku na pomoc obětem Goldsteinova činu.

### Pouliční nepokoje
Krátce po masakru vypukly po celém Izraeli pouliční nepokoje, které měly za následek smrt více než 26 Palestinců a 9 Izraelců. V jordánském městě Ammán byl arabskými protestujícími na ulici těžce pobodán 77letý britský turista Howard Long. Útočník Chálid Husní al-Koraší byl okamžitě zatčen a jordánské ministerstvo vnitra vydalo prohlášení, ve kterém žádalo všechny občany o zachování klidu a rozvahy ve svých reakcích.